# مورسنگ‌چشم‌ها
مورسنگ‌چشم‌ها یا بیشه‌دوست‌ها (نام علمی: Thamnophilus) نام یک سرده از تیره مورچه‌مرغان است.